# Антимоніти
Антимоніти (рос. антимониты, англ. antimonites, нім. Antimonite) — мінерали, солі стибіїстої (сурм'янистої) — H3SbO3 та метастибіїстої (метасурм'янистої) — H3SbO2 кислот (шафарцикіт, надорит).
Розрізняють: антимоніт свинцевий (зайва назва джемсоніту), антимоніт свинцево-срібний (мінерал діафорит).